# 巴勃羅·安杜哈爾
巴勃羅·安杜哈爾（Pablo Andújar，1986年1月23日—）是一位西班牙職業網球運動員。
他從6歲開始打網球，截至目前為止拿下五座挑戰賽冠軍和兩座未來賽冠軍。他在瓦倫西亞的網球俱樂部接受訓練。2009年澳洲網球公開賽，第一輪遭到吉爾·西蒙以6–4、6–1、6–1直落三盤淘汰。2009年法國網球公開賽，第一輪擊敗罗伯特·肯德里克，第二輪遭到保羅-亨利·馬蒂厄直落三盤淘汰。2010年羅馬尼亞公開賽，他進入決賽後，遭到胡安·伊格納西奧·切拉以7–5、6–1直落二盤擊敗。他擅長於紅土球場，其他場地還未有亮眼的表現，直到2019年美網男子單打，安杜哈爾打進16強為止。

## 外部連結
- 巴勃羅·安杜哈爾（英文/西班牙文）的官方資料
- 巴勃羅·安杜哈爾的國際網球總會 職業／青少年 官方資料（英文）
- 巴勃羅·安杜哈爾的官方資料（英文）